# Le Sabotier du Val de Loire
Pour plus de détails, voir Fiche technique et Distribution.
Le Sabotier du Val de Loire est un court-métrage français réalisé par Jacques Demy et sorti en 1955.

## Synopsis
Sur la rive sud de la Loire, au lieu-dit de « la Pierre percée », non loin du bourg de La Chapelle-Basse-Mer (Loire-Atlantique), à une vingtaine kilomètres en amont de Nantes, vivent humblement un vieux sabotier et son épouse. « Quand la semaine commence, dans la saison d'automne, c'est toujours la même chose », les compagnons sabotiers doivent donner le premier coup de corne vers 7 h 10, et c'est ainsi depuis des décennies... Et, pourtant, avec le décès du père Joubert, le vieux sabotier ressent un chagrin inhabituel, plus profond, infini : « c'est dans l'ordre, mais tout de même... », pense-t-il intérieurement. La voix du réalisateur, économe et, pourtant, d'une belle force suggestive, accompagne la fin d'une existence consacrée à un métier en voie d'extinction. C'est ici et chez ce couple d'artisans que Jacques Demy fut hébergé lors des bombardements de Nantes, au cours de la Seconde Guerre mondiale, entre septembre 1943 et août 1944.

## Fiche technique
- Titre : Le Sabotier du Val de Loire
- Réalisation : Jacques Demy
- Scénario et dialogues : Jacques Demy (voix off)
- Photographie : Georges Lendi
- Son : Francis Remoue et Jean-Claude Marchetti
- Montage : Anne-Marie Cotret
- Musique : Elsa Barraine
- Supervision et production : Georges Rouquier, La Société Nouvelle Pathé-Cinéma
- Pays de production :   France
- Langue : Français
- Format : Noir et blanc - 35 mm - Son mono
- Genre : court-métrage, documentaire
- Durée : 23 minutes
- Date de sortie : France - 1955

## Commentaire
Selon Jacques Demy, « ce sont des souvenirs d’enfance, de vacances, de campagne, des images du Val de Loire... ».
Raymond Depardon, photographe et documentariste, admire Le Sabotier du Val de Loire. Bien que la caméra suive avec attention la gestuelle d'un métier, de la découpe d'un peuplier à la mise en forme d'un sabot, le film n'est guère anecdotique, juge-t-il.  On plonge dans l'intimité du sabotier avec pudeur et naturel, sans tristesse excessive.

## Autour d'un métier
Jusqu'au XVIIIe siècle, le sabotier est indispensable à la vie rurale. Néanmoins, celui-ci occupe le bas de l'échelle sociale. Ses revenus sont maigres. Au cours du XIXe siècle, son épouse ouvre une boutique de mercerie ou une épicerie. Le sabotier du film de Jacques Demy nous le rappelle. On s'aperçoit, par exemple, qu'il ne peut décider instantanément l'achat d'une nouvelle brouette. Le Sabotier du Val de Loire est incontestablement un des derniers représentants d'un artisanat qui, après la Première Guerre mondiale, avait déjà perdu 80 % de ses membres. De plus, au début du XXe siècle, à la suite de l'invention de machines perfectionnées, il fallait distinguer deux formes d'artisanat : l'un entièrement responsable de l'ensemble du produit créé, en contact avec la clientèle ; l'autre, dépendant d'un patron et d'un travail parcellaire dans des saboteries industrielles.

## Géolocalisation des lieux cités
1. ↑  La Pierre percée : 47° 16′ 53″ N, 1° 23′ 12″ O